# نیکون ۱ نیکور وی‌آر ۱۰–۱۰۰میلی‌متر اف/۴٫۵–۵٫۶ پی‌دی-زوم
نیکون ۱ نیکور وی‌آر ۱۰-۱۰۰میلی‌متر اف/۴٫۵-۵٫۶ پی‌دی-زوم (به انگلیسی: Nikon 1 Nikkor VR 10-100mm f/4.5-5.6 PD-Zoom) نام لنز دوربین عکاسی از نوع زوم است که توسط شرکت نیکون تولید می‌شود. فاصلهٔ کانونی این لنز ۱۰ تا ۱۰۰ میلی‌متر، دیافراگم آن دارای ۷ تیغه و ضریب اف آن اف ۴٫۵ تا ۱۶ است. این لنز در پاییز ۲۰۱۱ میلادی تولید و عرضه شده‌است.